# From Chaos
From Chaos es el sexto álbum de estudio de la banda estadounidense de rock alternativo, 311, que fue publicado el 19 de junio de 2001 por Volcano Entertainment. Los sencillos de este álbum incluyen «You Wouldn't Believe», «I'll Be Here Awhile» y «Amber». Este último fue el sencillo más popular del álbum y sigue siendo el sencillo más popular de 311 hasta la fecha.
From Chaos es el primer álbum grabado en el estudio de grabación actual de 311 The Hive en North Hollywood, Los Ángeles, California. El álbum es un CD mejorado con entrevistas con la banda.

## Antecedentes
Gran parte del álbum From Chaos fue escrito por la banda durante una gira en 2000 promocionando su quinto álbum de estudio Soundsystem. El nombre del álbum se inspiró en la situación de la banda con su sello discográfico anterior de siete años, Capricorn Records. Según el cantante Nick Hexum, «tuvieron muchos desacuerdos con Capricorn a lo largo de los años y era hora de terminar nuestra relación». La banda demandó a Capricorn, anuló su contrato y firmó con Volcano Entertainment. La banda estaba pasando por el estrés de los problemas legales, lo que trajo un ambiente de negatividad donde no se hacen álbumes; no querían hacer un álbum sobre ese tema, por lo que la mayor parte del álbum nace de «relaciones y apreciación de la vida», según Hexum, quien se enorgullece de ser optimista y positivo.

## Recepción
El álbum recibió críticas positivas de varios medios musicales. Steve Appleford de Los Angeles Times escribió «From Chaos es principalmente una repetición de las fórmulas 311 comprobadas (incluso con nuevos y extraños destellos de sabor a rock progresivo), pero los cantantes Nicholas Hexum y SA Martinez son MC's serios y enérgicos, canturreando, rapeando, gritando a través de una estruendosa mezcla de rock, reggae, hip-hop y psicodelia. Todavía fresca y funky».
Angelique Campbell de Dayton Daily News en Ohio escribió: «311 mantiene su fórmula de combinar funk, rock y reggae con una pizca de sensibilidad pop pegadiza en From Chaos». Jacob Lunders dijo que «From Chaos asombra e impresiona con una energía y un enfoque considerables, demostrando lo que 311 siempre han sido capaces de hacer».
Sin embargo, Paul Massari de The Boston Globe criticó el álbum y escribió: «311 intenta demostrar que todavía es relevante en la era de las bandas de rap-metal ruidosas y enojadas. Los acordes de power rock de muerte en pistas como 'Full Ride' son laboriosos, y el tono de los gangsta raps está absurdamente inflado». Kathryn McGuire de Rolling Stone añadió: «311 lanza riffs de metal melodramáticos y versos quejumbrosos en todos los sentidos, y su fusión, que alguna vez fue novedosa, parece desenfocada y plana».
Kristen Koba, fundadora de PopMatters escribió: «El rap de chico blanco quejumbroso, las líneas de bajo casi funky y los riffs de guitarra chirriantes simplemente no pudieron resistir en una ciudad que ofrece tanto hip-hop innovador y un rock verdaderamente vital».

## Lista de canciones
| CD    |                        |                                       |                     |          |  |
| N.º   | Título                 | Letras                                | Música              | Duración |  |
| 1.    | «You Get Worked»       | Nick Hexum, SA Martinez               | Hexum, Chad Sexton  | 2:51     |  |
| 2.    | «Sick Tight»           | Hexum, Martinez                       | Hexum               | 2:44     |  |
| 3.    | «You Wouldn't Believe» | Hexum, Martinez                       | Hexum               | 3:40     |  |
| 4.    | «Full Ride»            | Hexum, Martinez                       | Sexton              | 3:07     |  |
| 5.    | «From Chaos»           | Hexum, Martinez                       | Hexum               | 3:15     |  |
| 6.    | «I Told Myself»        | Hexum, Martinez                       | Hexum, Sexton       | 4:10     |  |
| 7.    | «Champagne»            | Hexum, Martinez                       | Hexum, Tim Mahoney  | 3:04     |  |
| 8.    | «Hostile Apostle»      | Hexum, Martinez                       | Hexum               | 3:44     |  |
| 9.    | «Wake Your Mind Up»    | William Adams, Trevant Hardson, Hexum | Sexton, Aaron Wills | 3:12     |  |
| 10.   | «Amber»                | Hexum                                 | Hexum               | 3:29     |  |
| 11.   | «Uncalm»               | Hexum, Martinez                       | Hexum, Mahoney      | 3:11     |  |
| 12.   | «I'll Be Here Awhile»  | Hexum, Martinez                       | Hexum, Martinez     | 3:28     |  |
| 40:05 |                        |                                       |                     |          |  |

| Outtakes |                                          |                 |                                                                    |          |  |
| N.º      | Título                                   | Letras          | Notas                                                              | Duración |  |
| 13.      | «Bomb the Town»                          | Hexum, Martinez | BT en el EP Enlarged to Show Detail 2                              | 3:32     |  |
| 14.      | «Dreamland»                              | Mahoney         | BT en el EP Enlarged to Show Detail 2                              | 1:14     |  |
| 15.      | «We Do It Like This»                     | Hexum, Martinez | BT en el EP Enlarged to Show Detail 2                              | 2:46     |  |
| 16.      | «Will the World»                         | Hexum           | BT en el EP Enlarged to Show Detail 2                              | 1:05     |  |
| 17.      | «Are You Ready?» (intro at concerts)     |                 | Disponible en el sitio web                                         | 1:09     |  |
| 18.      | «I'll Be Here Awhile» (acoustic version) | Hexum, Martinez | BT en el EP Enlarged to Show Detail 2 y disponible en el sitio web |          |  |

## Personal
Créditos adaptados de las notas del álbum.
| 311 - Nick Hexum – vocalista principal, guitarra, programación, ingeniero adicional - SA Martinez – voces, tornamesa - Chad Sexton – batería, percusión, programación, ingeniero adicional - Tim Mahoney – guitarra - Aaron Wills – bajo | Producción - 311 – producción - Ron Saint Germain – producción, ingeniería, mezclas - Alex Rivera – ingeniería adicional (Hive Studio) - Mike Terry – asistente de pistas - Geoff Walcha – asistente de mezclas - Scotch Ralston – asistente técnico - Joe Gastwirt – masterización - Matt Hunter – Técnico de batería (Hive Studio) - Ruff Stewart – Técnico de guitarra (Hive Studio) |

## Posicionamiento en listas
| Lista (2001)                   | Mejor posición |
| ------------------------------ | -------------- |
| Estados Unidos (Billboard 200) | 10             |